# Iglesia de San Andrés (Calatayud)
La iglesia de San Andrés es un templo parroquial católico de Calatayud (provincia de Zaragoza, Aragón, España). Es una de las pocas iglesias mudéjares de tres naves, que se separan con arcos apuntados ligeramente en herradura.
Originalmente se trataba de una iglesia gótico-mudéjar de los siglos XIV y XV con tres naves, mayor la central, y tres tramos cada una, cubiertas con bóveda de crucería y rematadas por un testero recto. En el siglo XVI se amplió la nave en un tramo, se sustituyó la cabecera recta por un ábside poligonal, se reformó el crucero y se construyó la torre que se alza en su ángulo suroccidental.
Primitivamente tuvo techumbre de madera, sustituida en los siglos XIV y XV por las actuales bóvedas de crucería. Su aspecto recuerda a las iglesias mudéjares andaluzas del siglo XIII, así como también a las mezquitas almorávides y almohades de los siglos XI y XII.
La torre tiene la misma forma y estructura que la de la Colegiata de Santa María, pero, aparte de ser de menor tamaño, muestra notables diferencias en la decoración. No se ha podido precisar su fecha de construcción, si bien es conocido que el cuerpo de campanas se hizo en 1509.

## Interior
Descripción de los bienes muebles integrantes:
- Retablo Mayor dedicado a San Andrés del siglo XVII.
- Retablo del Santo Cristo del Consuelo del siglo XVI.
- Cáliz de plata en su color grabado a buril con motivos de tornapunta del siglo XVII.
- Cáliz de plata en su color con pie burilado con motivos de tornapunta y copa dorada. Punzón de Calatayud y Cruz de San Andrés del siglo XVII.
- Cáliz de plata en su color con pie hexagonal recortado en forma de flores de lis y astil también hexagonal del siglo XVII.
- Crismera de plata en su color grabada a buril con motivos de tornapunta. Punzón de Calatayud del siglo XVIII.
- Cruz procesional de plata en su color del siglo XVII.
- Lignum Crucis en plata en su color, con decoración sobredorada del siglo XVIII.
- Custodia procesional de plata en su color, con cuerpo en forma de sol del siglo XVIII.
- Custodia procesional de plata en su color de tipo arquitectónico neogótico, con rayos de sol superpuestos y sobredorados. Siglos XVIII-XIX.

## Torre mudéjar
Es una torre mudéjar de planta octogonal y tres cuerpos en altura. El inferior sirve como capilla bautismal, a la que se accede desde el interior, y sobre ella se elevan el segundo cuerpo con estructura de alminar almohade y el tercero, hueco interiormente para cumplir su función de cuerpo de campanas. Como remate aparece un chapitel barroco.
Exteriormente viene decorada con los típicos motivos mudéjares realizados en ladrillo resaltado como, por ejemplo, esquinillas, cruces y rombos.

## Galería

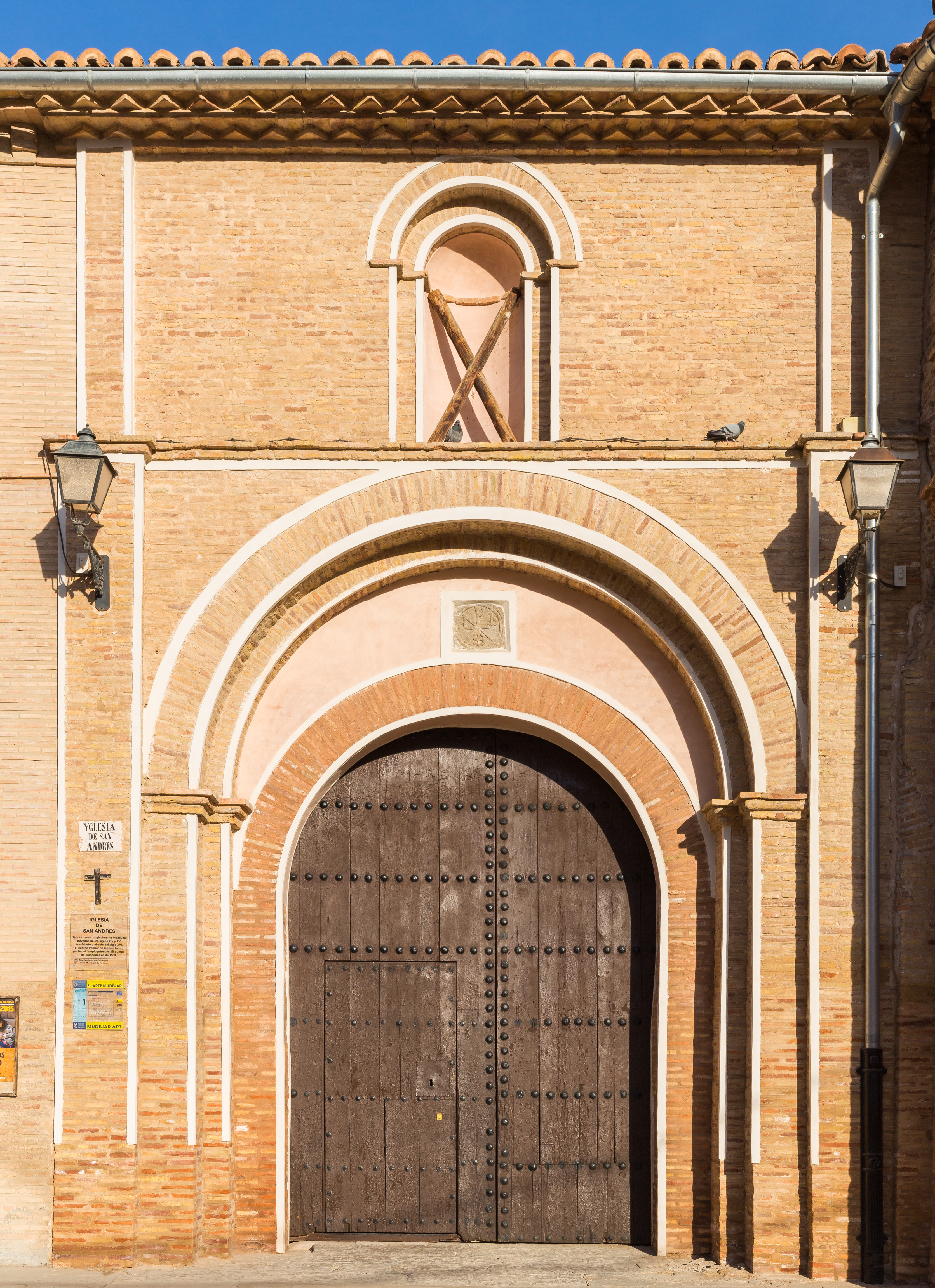
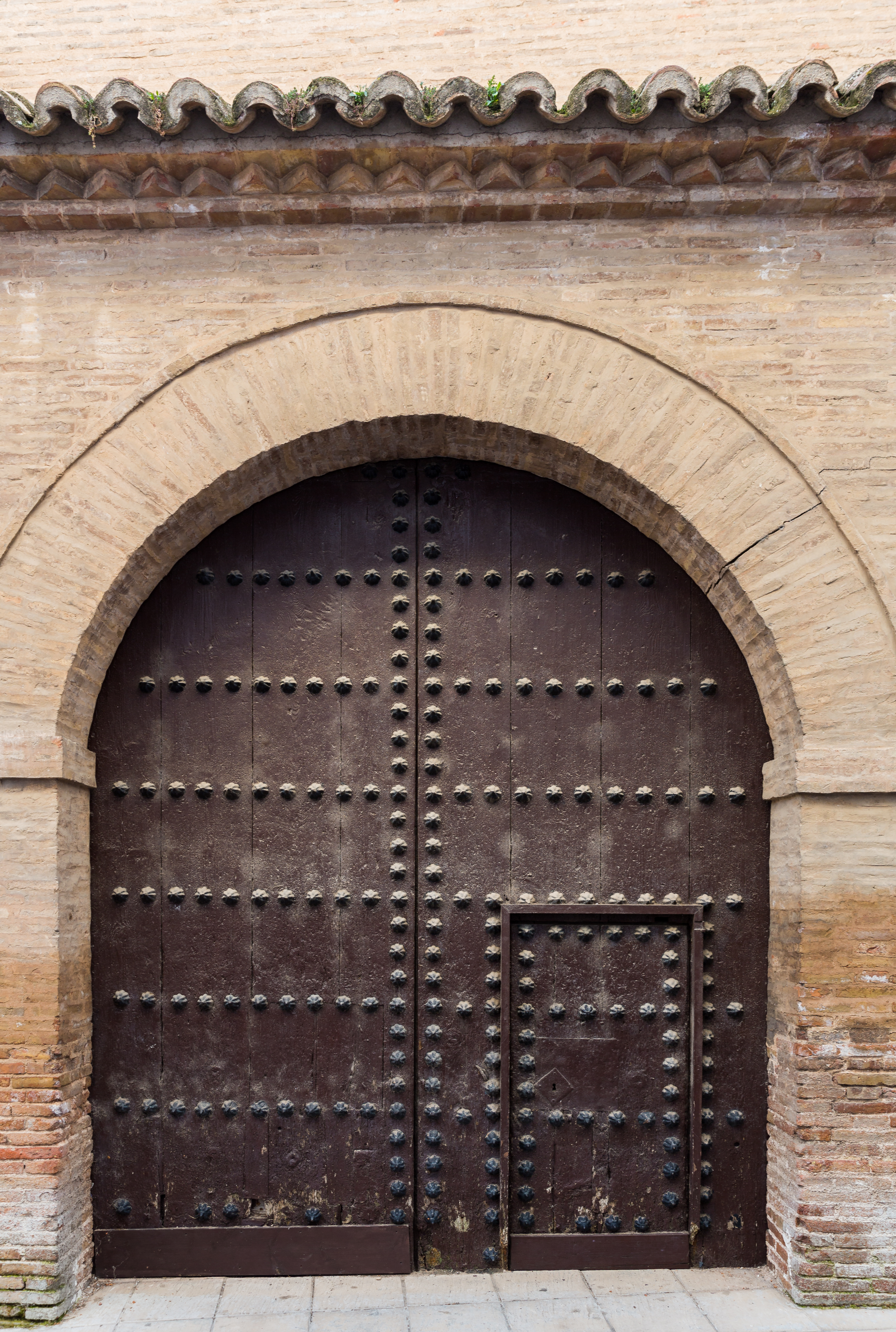
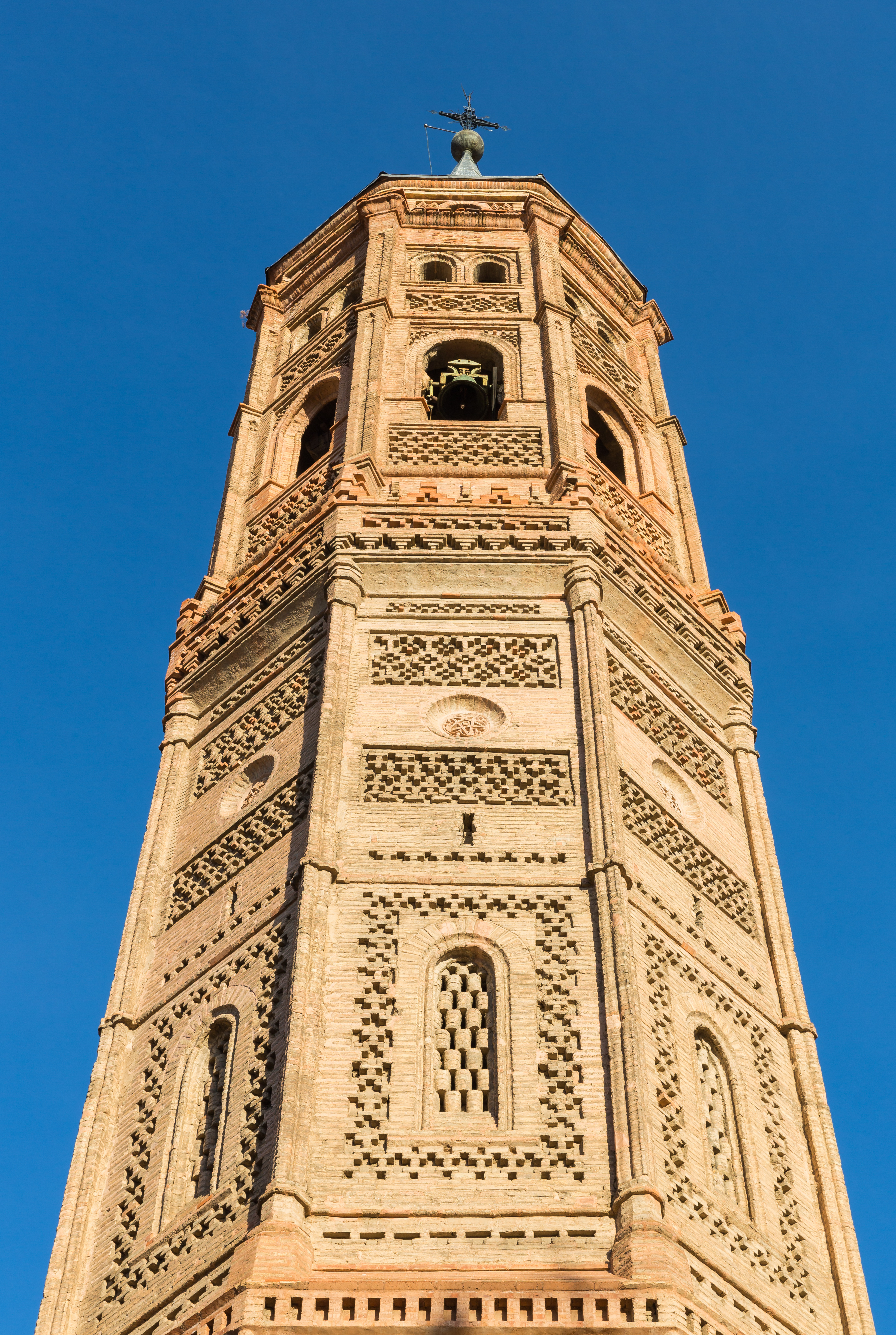
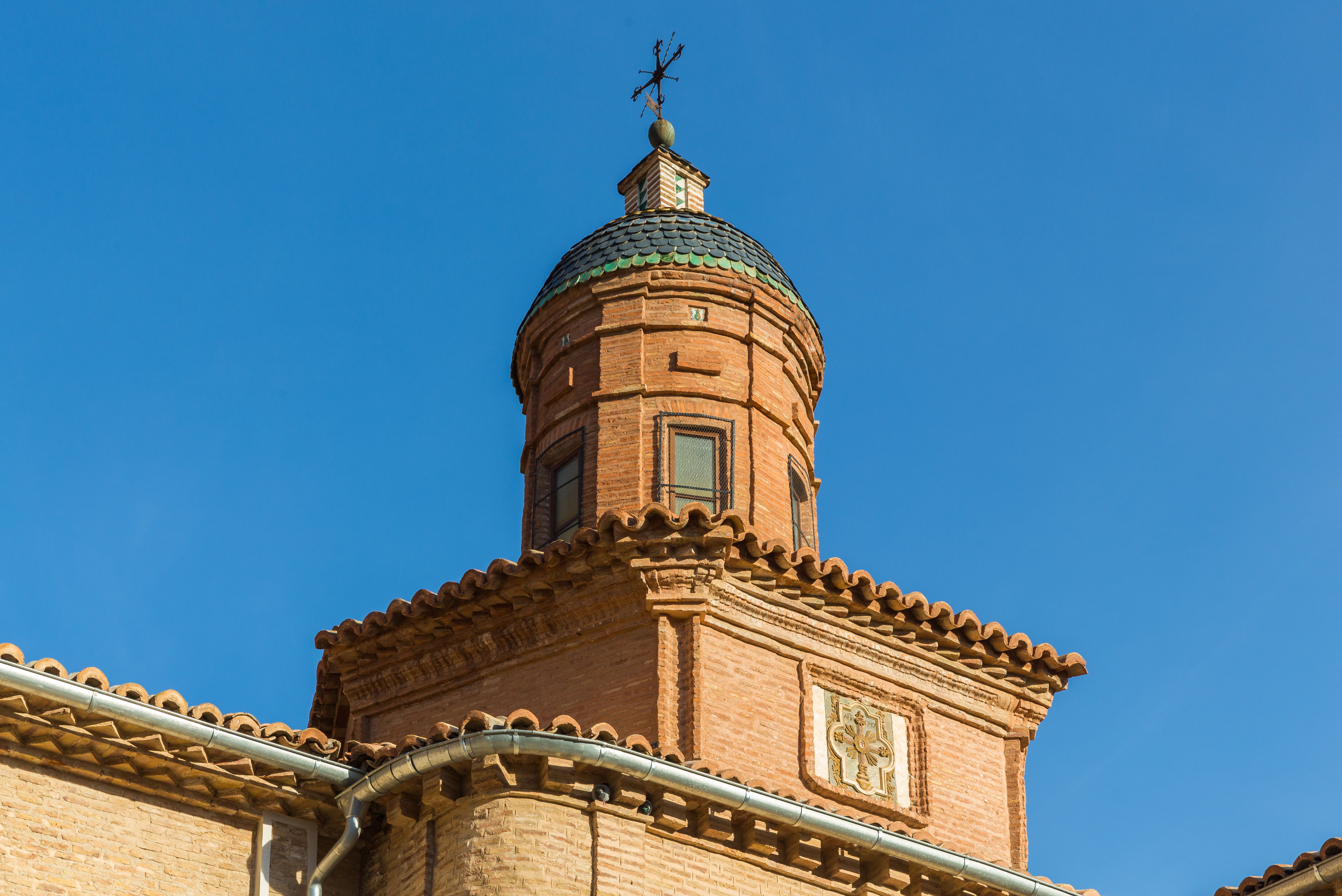
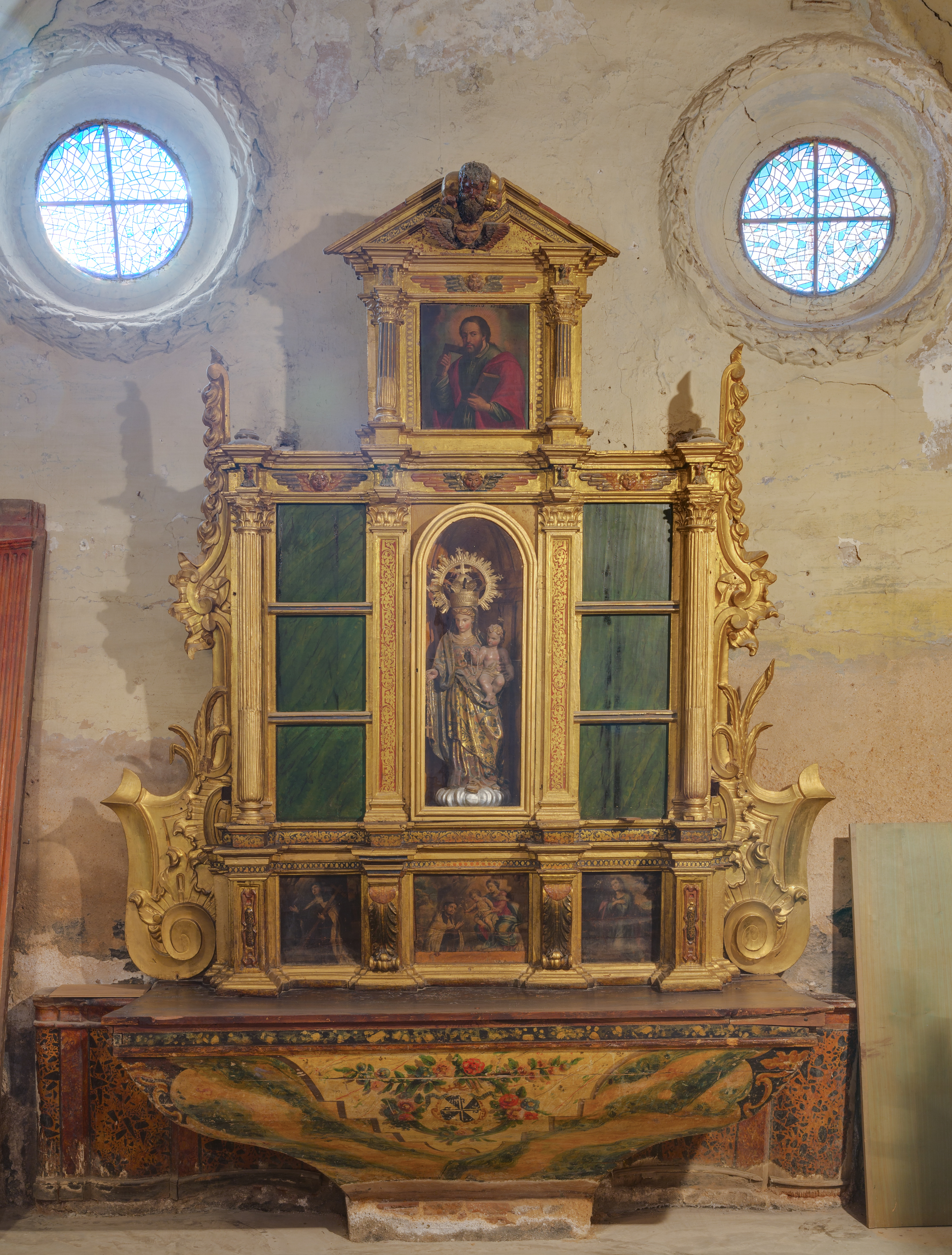
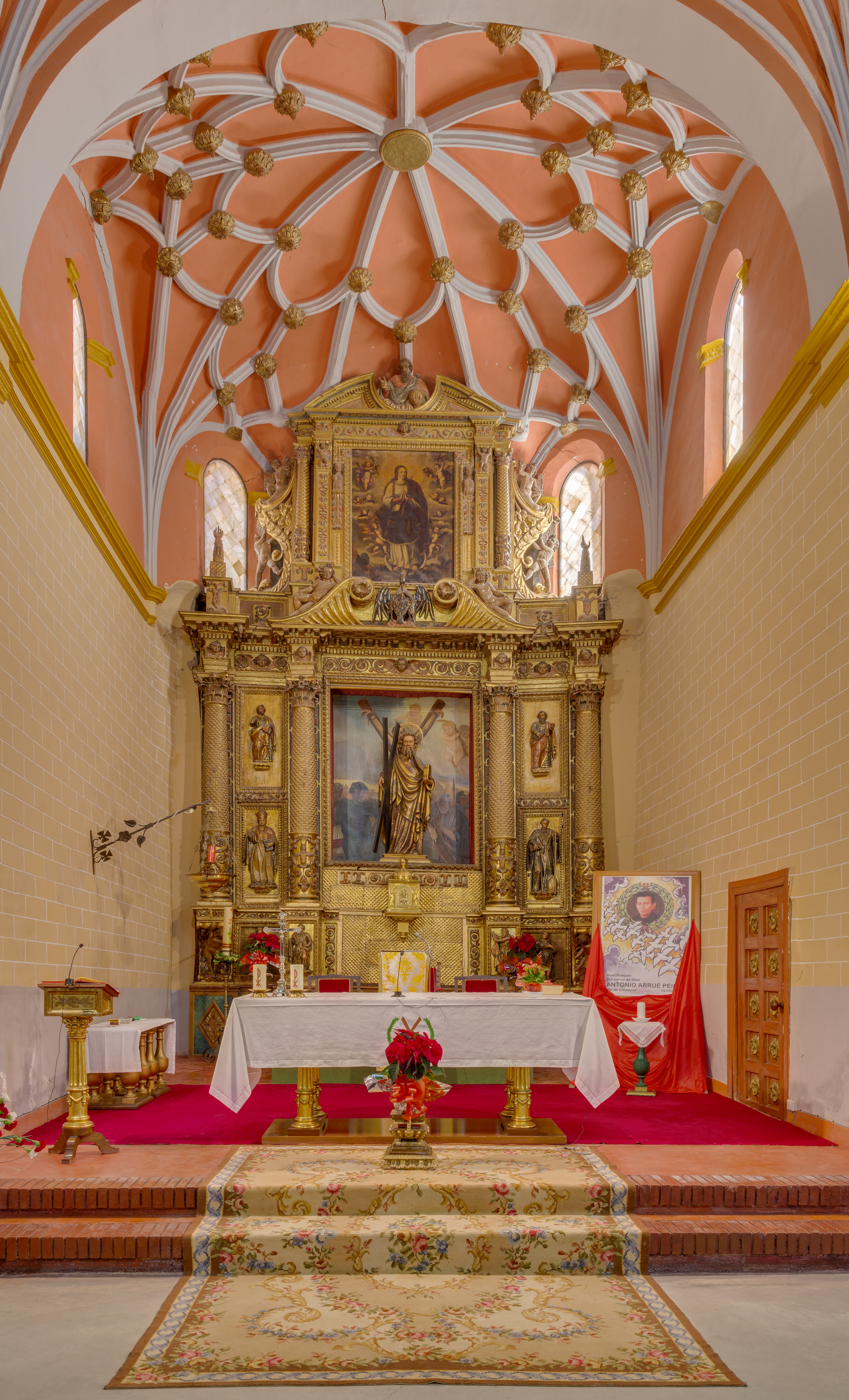
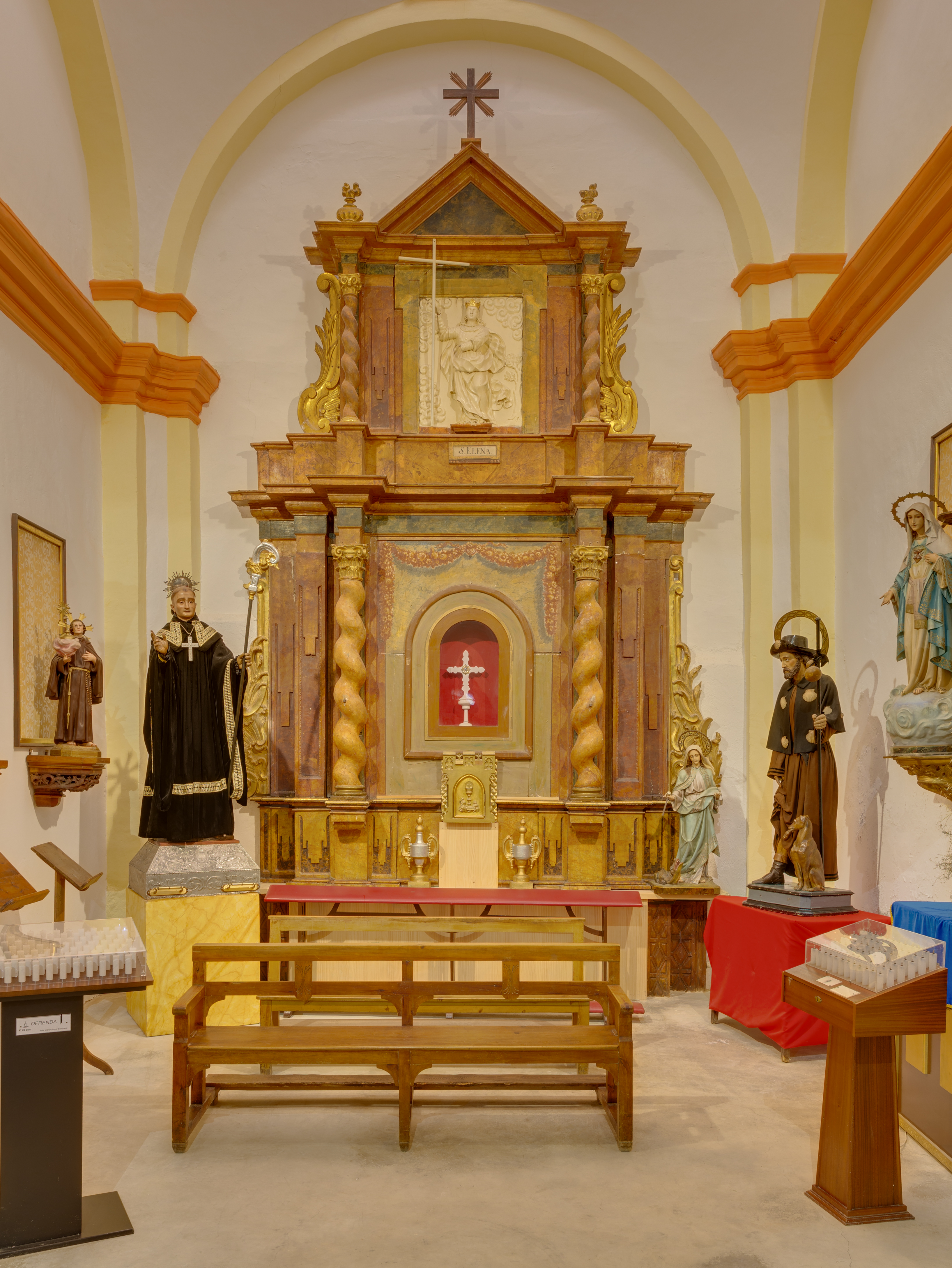
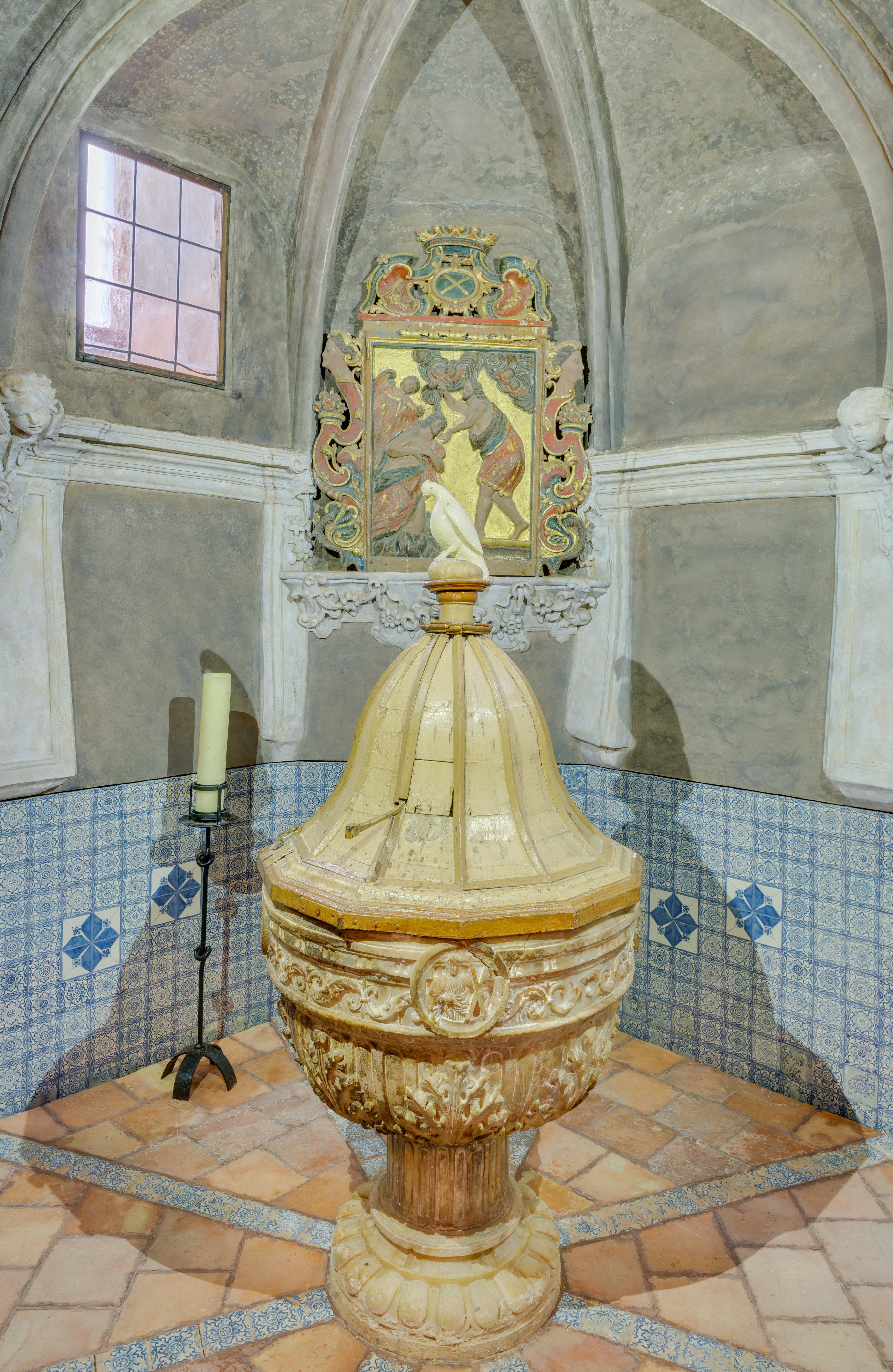
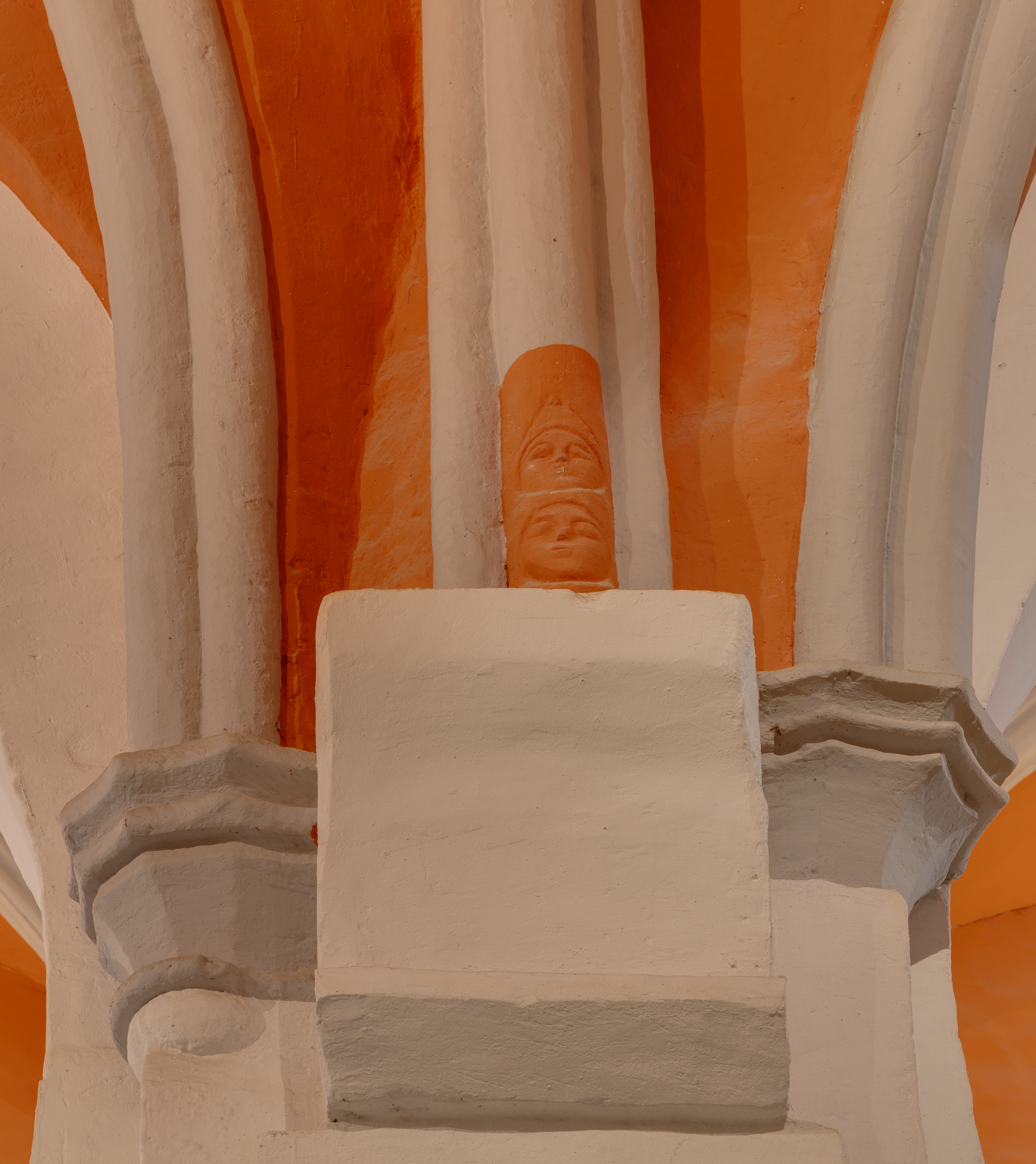
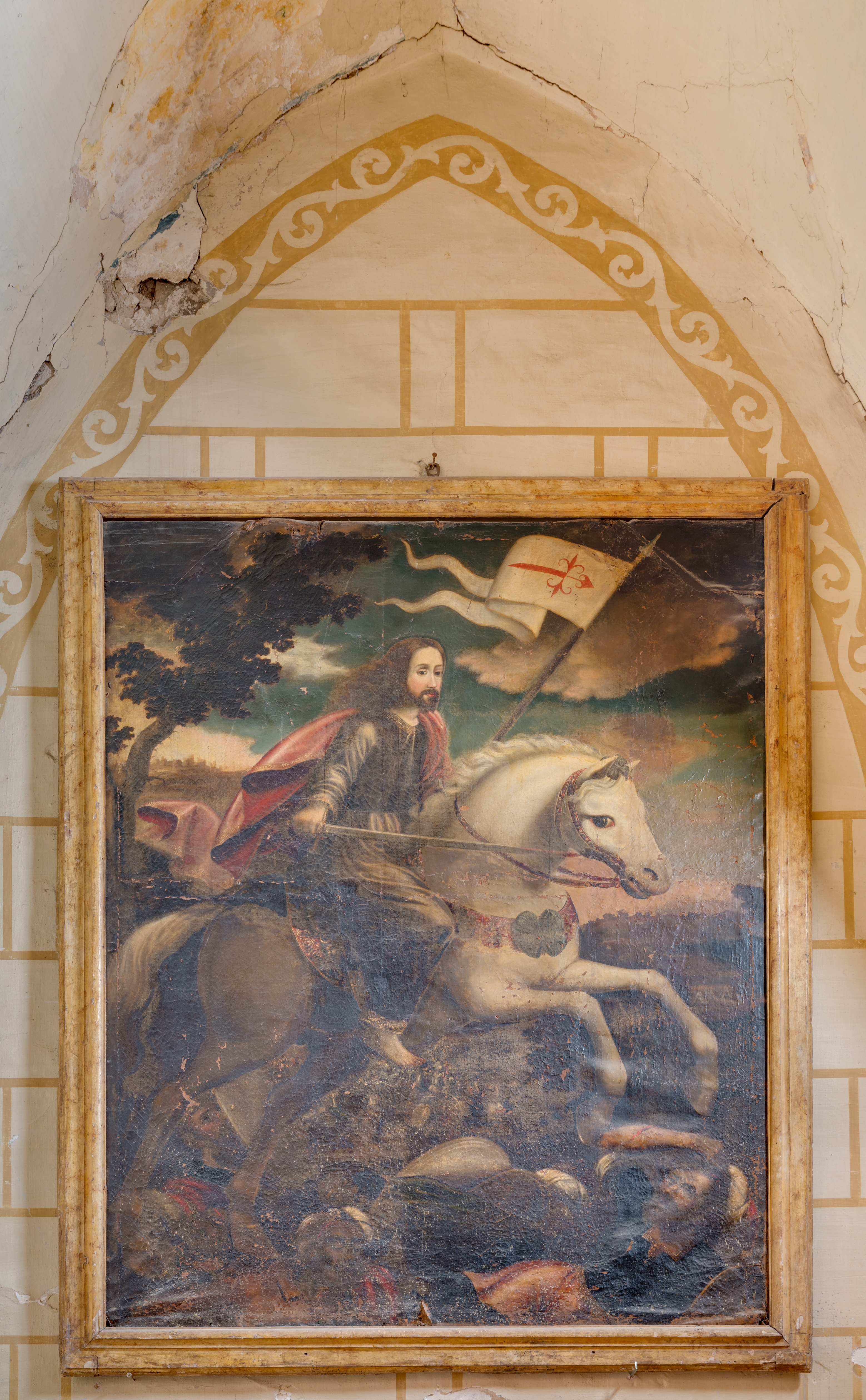

Fotoesfera
| Interior de la iglesia de San Andrés(Pulse para omniorama) |

Detalles de la iglesia